# Тансем (тауншип, Миннесота)
Тансем (англ. Tansem) — тауншип в округе Клей, Миннесота, США. На 2000 год его население составило 222 человека.

## География
По данным Бюро переписи населения США площадь тауншипа составляет 93,5 км², из которых 92,2 км² занимает суша, а 1,3 км² — вода (1,44 %).

## Демография
По данным переписи населения 2000 года здесь находились 222 человека, 79 домохозяйств и 71 семья.  Плотность населения —  2,4 чел./км².  На территории тауншипа расположено 93 постройки со средней плотностью 1,0 построек на один квадратный километр. Расовый состав населения: 98,20 % белых, 0,45 % афроамериканцев, 0,90 % — других рас США и 0,45 % приходится на две или более других рас. Испанцы или латиноамериканцы любой расы составляли 0,90 % от популяции тауншипа.
Из 79 домохозяйств в 39,2 % воспитывались дети до 18 лет, в 82,3 % проживали супружеские пары, в 3,8 % проживали незамужние женщины и в 8,9 % домохозяйств проживали несемейные люди. 7,6 % домохозяйств состояли из одного человека, при том 3,8 % из — одиноких пожилых людей старше 65 лет. Средний размер домохозяйства — 2,81, а семьи — 2,96 человека.
28,8 % населения — младше 18 лет, 3,2 % — в возрасте от 18 до 24 лет, 32,4 % — от 25 до 44, 22,1 % — от 45 до 64, и 13,5 % — старше 65 лет. Средний возраст — 38 лет. На каждые 100 женщин приходилось 101,8 мужчин.  На каждые 100 женщин старше 18 приходилось 107,9 мужчин.
Средний годовой доход домохозяйства составлял 43 750 долларов, а средний годовой доход семьи —  45 000 долларов. Средний доход мужчин —  35 833  доллара, в то время как у женщин — 28 750. Доход на душу населения составил 18 917 долларов. За чертой бедности находились 9,8 % семей и 16,2 % всего населения тауншипа, из которых 37,7 % младше 18 и 5,6 % старше 65 лет.